# Três Lagoas Airport
Três Lagoas Airport är en flygplats i Brasilien.   Den ligger i kommunen Castilho och delstaten São Paulo, i den södra delen av landet, 700 km sydväst om huvudstaden Brasília. Três Lagoas Airport ligger 326 meter över havet.
Terrängen runt Três Lagoas Airport är platt. Närmaste större samhälle är Três Lagoas, 4,4 km sydväst om Três Lagoas Airport.
Omgivningarna runt Três Lagoas Airport är huvudsakligen savann. Runt Três Lagoas Airport är det ganska glesbefolkat, med 43 invånare per kvadratkilometer.